# Pindorama do Tocantins
Pindorama do Tocantins est une municipalité brésilienne située dans l'État du Tocantins.